# Alfredo Di Stéfano-stadion
Alfredo Di Stéfano-stadion (spanska: Estadio Alfredo Di Stéfano) är en idrottsarena i Madrid i Spanien. Den används för närvarande för  fotbollsmatcher och fungerar som hemmaplan för Real Madrid Castilla, Real Madrids reservlag. Stadion rymmer 6000 åskådare. Den är uppkallad efter den före detta Real-spelaren Alfredo Di Stéfano.
Under COVID-19-pandemin så används arenan även som hemmaarena för Real Madrids a-lag. Arena användes även för Spaniens match mot Ukraina.